# 新闻周刊
《新闻週刊》（英語：Newsweek）是一份于纽约出版，并在美国和加拿大发行的新闻类週刊。在美国，它是仅次于《时代》的週刊，当然有时它的广告收入超过了后者。在发行量上，它超过了《美国新闻和世界报道》。在这三份期刊中，《新闻週刊》通常被视作观点比《時代》和《美國新聞和世界報導》更自由派，《美國新聞與世界報導》立場則最為保守。

## 历史
1933年2月17日，杂志创刊。最初《新闻週刊》的英语名字是「News-Week」，由托马斯·J·C·马丁于1933年2月17日创立。在这份创刊号的封面上印有有关那週的新闻的七张照片。
1937年，马尔柯姆·米尔成为该刊主编及总裁，他将刊物的英语名字改成了现在的样子，并加强了该刊文章的可读性，以及引入了新的署名专栏和国际版面。随着时间的流逝，《新闻週刊》已经发展为一个内容广泛的全方位新闻类杂志，其涵盖范围包括了从突发新闻到深度分析的各种内容。
1961年，华盛顿邮报公司将其收归旗下。
根据2003年的统计数据，《新闻週刊》在全球有超过400万的发行量，其中在全美为310万。同时，它还出版日、韩、波兰、俄、西、阿拉伯等多种语言版本，以及一份英语的国际刊物。
《新闻週刊》总部设在纽约，2003年在全球有22个分支机构。其中在美国国内9个，其余分布在北京、开普敦、法兰克福、香港、耶路撒冷、伦敦、墨西哥城、莫斯科、墨爾本、巴黎、东京和华沙等地。
2000年張惠妹是第一位登上《新聞週刊》亞洲版封面的臺灣歌手。
2010年8月3日美國加州億萬富豪西德尼·哈曼以一美元買下《新聞週刊》以及其4,700万美元的债务。这个音频设备大亨随后将这个杂志和IAC旗下的每日野獸合并，并以Tina Brown为主编。
2012年6月，哈曼家族在哈曼去世之后不再愿意投资，将之留给了IAC。IAC的董事会主席巴里·迪勒在一次电话会议上说将终结印刷版本。
2012年10月18日，《新聞週刊》宣佈將於2012年12月31日發行最後一期。在2013年初正式轉為全面數位化，並將會改名為《全球新聞週刊》（Newsweek Global）。
2013年8月，IBT传媒宣布收购《新闻周刊》。同年12月，IBT传媒宣布将于2014年1月恢复出版《新闻周刊》的纸质版本，但直到2014年5月才正式恢复。

## 关塔那摩瀆神指控
2005年5月9日一期的《新闻週刊》披露了美军在关塔那摩湾基地中为了迫使嫌疑犯招供，将《古兰经》冲入马桶的事件。由于曾有嫌疑犯提出类似指控，此文一经刊发便在广大穆斯林中引发了强大的反美情绪，阿富汗、巴基斯坦等地接连爆发大规模示威活动，抗议美军亵渎《古兰经》，活动中已有多人死亡。事后杂志迫于各界强大压力，做出了“此文可能不属实”的声明并收回原文。5月17日，白宫更公开批评这一报道严重损害了美国的国际形象。

## 爭議

### 事實錯誤
2017年，《新聞週刊》發表了一篇文章，聲稱波蘭第一夫人拒絕與美國總統唐納德·特朗普握手；事實核查網站Snopes稱該説法是「虛假的」。隨後，《新聞週刊》更正了其報道。

### 2018年的調查與解僱
2018年1月18日，曼哈頓地區檢察官辦公室突擊搜查了《新聞週刊》位於曼哈頓下城的總部，並查封了18台計算機服務器，這是對公司財務狀況調查的一部分。當時擁有《新聞週刊》的 IBT 因與韓國牧師張大衞的關係而受到審查，張大衞是一個名為「社區」的基督教派別的領袖。2018年2月，在IBT擁有期間，幾名《新聞週刊》員工被解僱，一些人辭職，稱管理層試圖干涉有關調查的文章。